# Systra
Systra è un'azienda multinazionale di ingegneria e consulenza nel campo della mobilità, attiva principalmente nei campi del trasporto urbano e del trasporto ferroviario. Nel 2016 contava circa 5 400 dipendenti. L'azienda è registrata in Francia come società anonima, controllata da RATP (Ente autonomo dei trasporti parigini), SNCF (Società nazionale delle ferrovie francesi) e istituti bancari francesi.

## Storia
Systra è nata dalla fusione di due precedenti aziende attive nel campo ingegneristico, fondate, rispettivamente, come filiali delle SNCF nel 1957 (Sofrerail, Société française d’études et de réalisations ferroviaires) e della RATP nel 1961 (Sofretu, Société française d’études et de réalisations de transports urbains).
Nel 1992, la fusione di Sofretu e Sofrerail ha portato all'istituzione del nuovo gruppo, che nel 1997 ha preso il nome di Systra.
Nel giugno 2011 sono confluite nel gruppo Systra anche Inexia, filiale d'ingegneria delle SNCF, e Xelis, filiale d'ingegneria della RATP. La fusione è diventata effettiva il 1º luglio 2012.
Nel 2014, Systra si è espansa in India, con l'acquisizione dell'azienda di ingegneria indiana SAI.
Nel 2015, Systra ha acquisito JMP Consultant, società britannica specializzata nelle consulenze e nell'ingegneria nel campo della pianificazione dei trasporti. Lo stesso anno Systra si è espansa in Brasile, con l'acquisizione di Tectran. Systra ha realizzato i saggi dinamici per l'omologazione della ferrovia ad alta velocità Parigi-Strasburgo (LGV Est européenne).
Nel 2016, Systra ha acquisito la Dalco Elteknik (società svedese di ingegneria dei sistemi ferroviari), la Scott Lister (società australiana specializzata nell'ingegneria dei sistemi e nella gestione dei rischi in campo ferroviario) e la SIAS Transport Planners (società britannica specializzata nella consulenza e nella pianificazione nel campo dei trasporti). Nello stesso anno, Systra ha partecipato al progetto Hyperloop.

## Attività
Systra ha partecipato ai seguenti progetti.

### Metropolitana
- Metropolitana di Santiago
- Metropolitana della Mecca
- Metropolitana di Baku
- Grand Paris Express
- Metropolitana di New York
- Metropolitana di Mauritius
- Metropolitana di Giacarta
- Metropolitana di Torino (linea 2- progetto preliminare)

### Tram
- Tram di Bologna (studio di fattibilità tecnica ed economica delle linee rossa e verde[3])
- Tram di Bordeaux
- Tram di Besançon
- Tram di Casablanca
- Tram di Dubai
- Tram di Firenze

### Ferrovie ad alta velocità
- LGV Sud Europe Atlantique
- LGV Est européenne (seconda fase)
- High Speed 1

### Ferrovie
- Programma di elettrificazione in Danimarca
- Linea merci Nord-Sud in Arabia Saudita
- Modernizzazione della linea del Haut-Bugey in Francia
- Linea merci trans-Gabon

## Galleria d'immagini

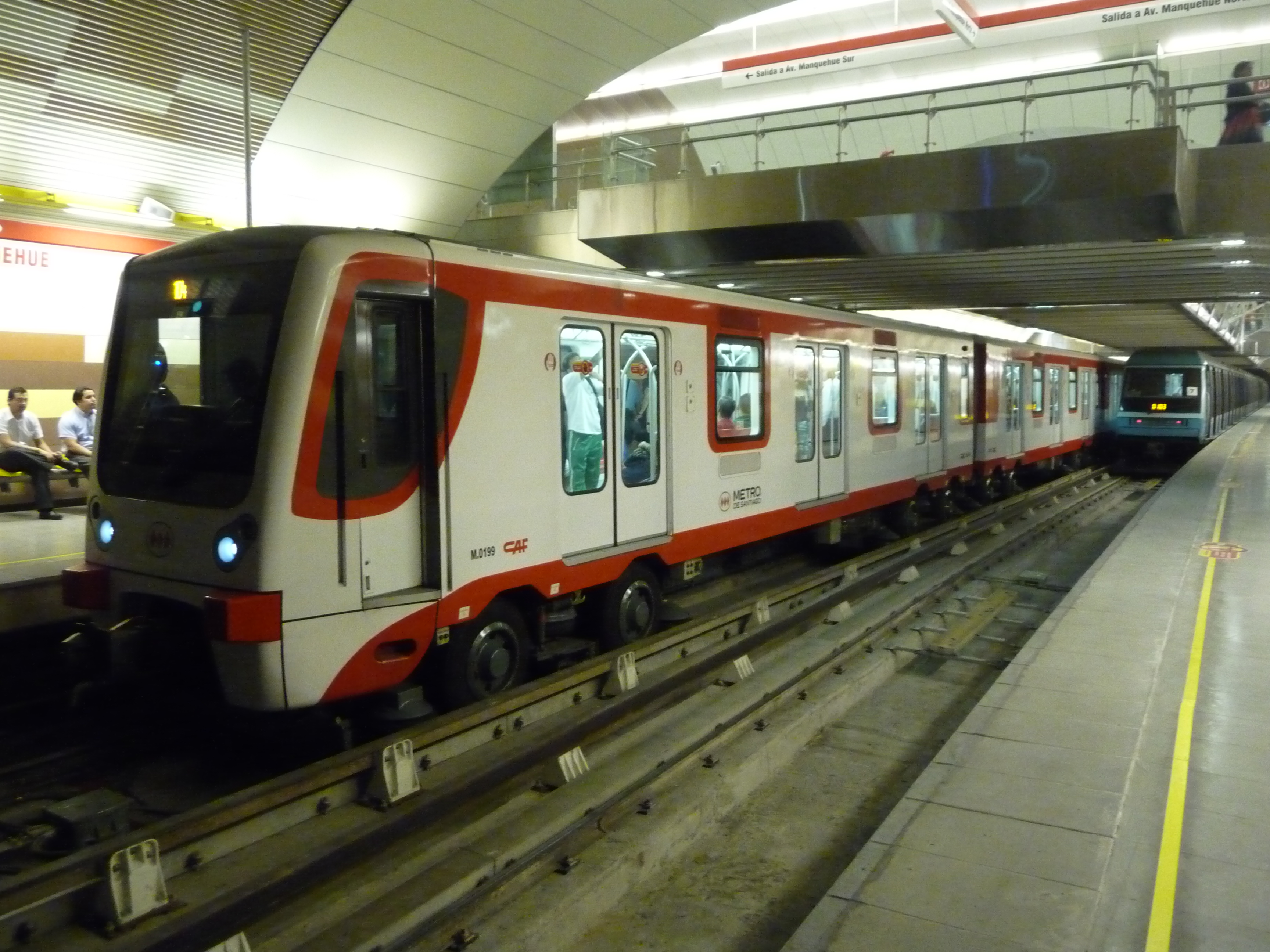
Metropolitana di Santiago
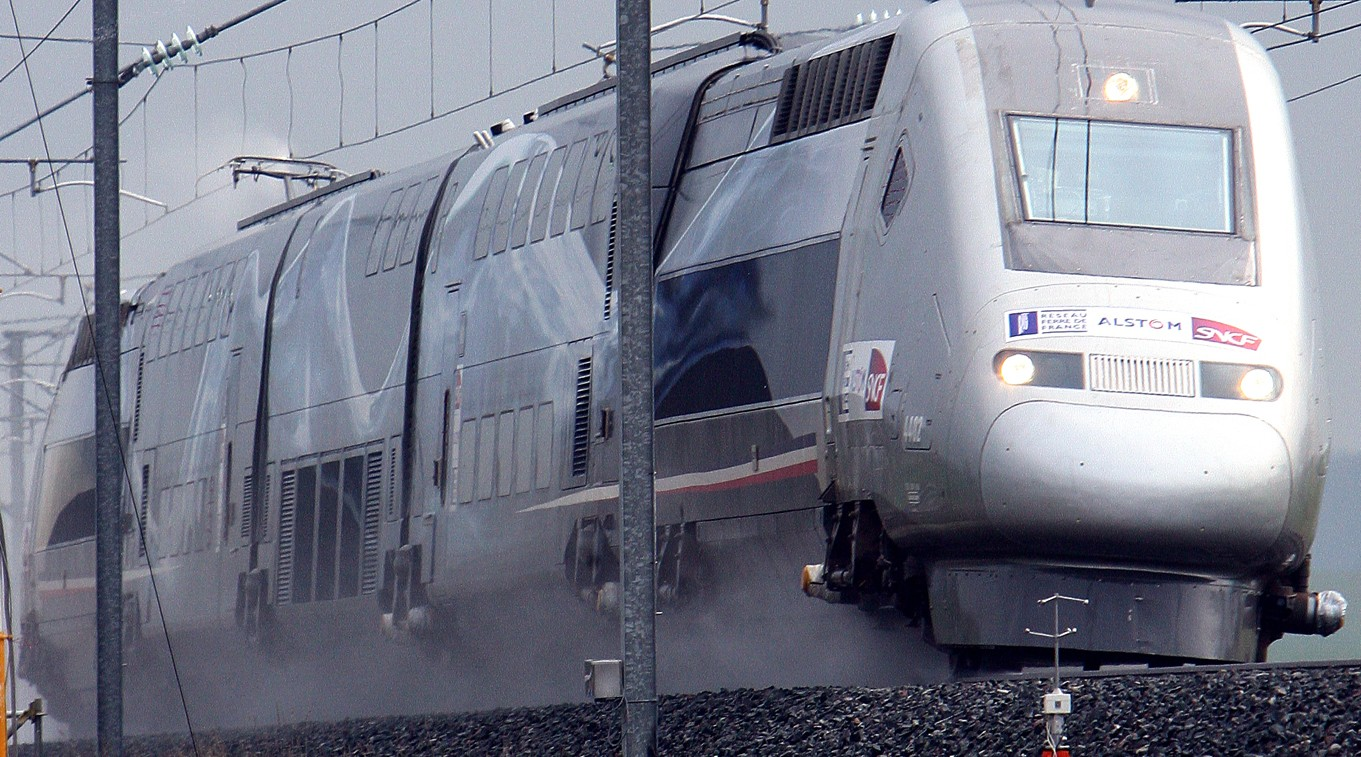
Record del mondo per la velocità di un treno, a 574,8 km/h
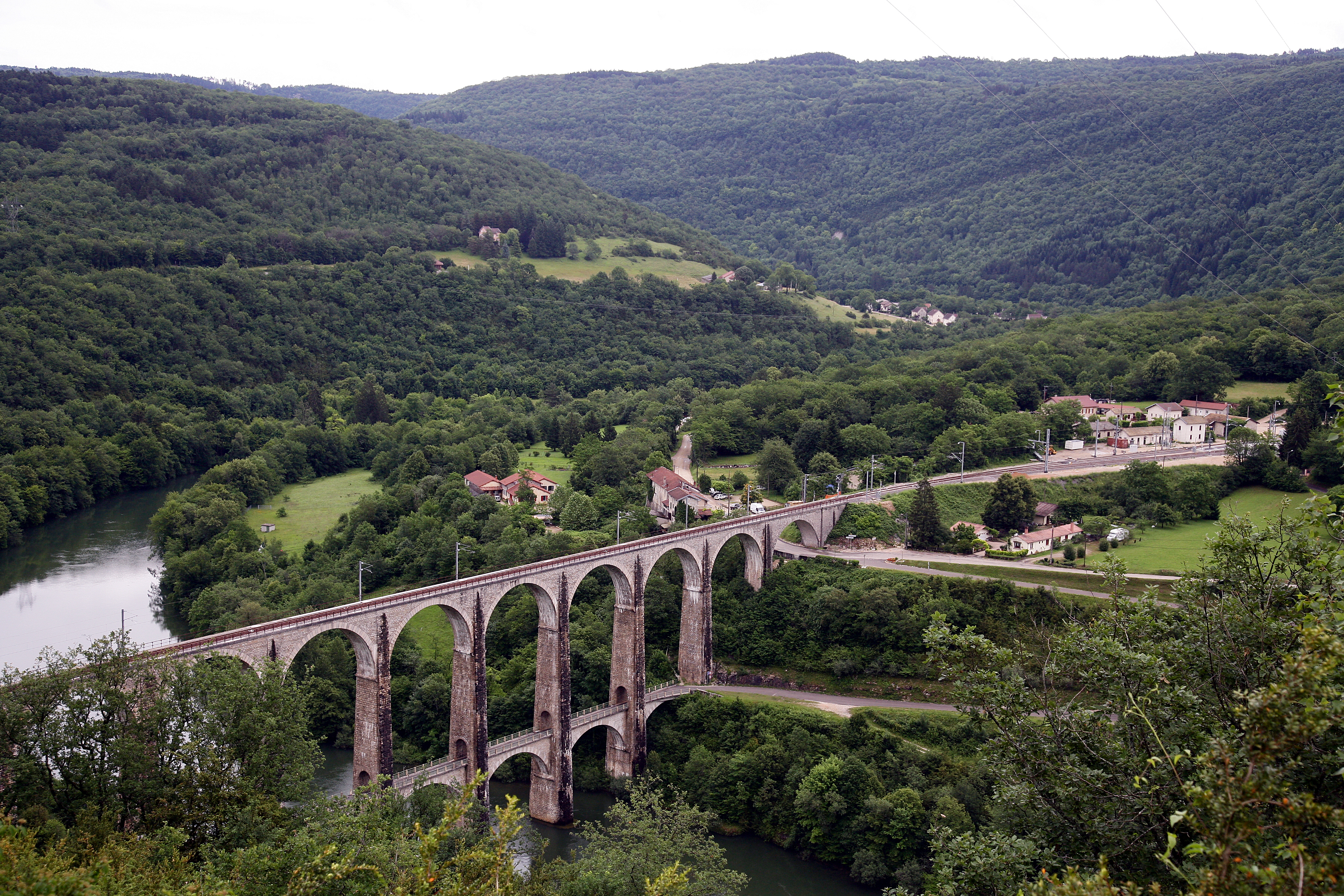
Modernizzazione della linea del Haut-Bugey, in Francia
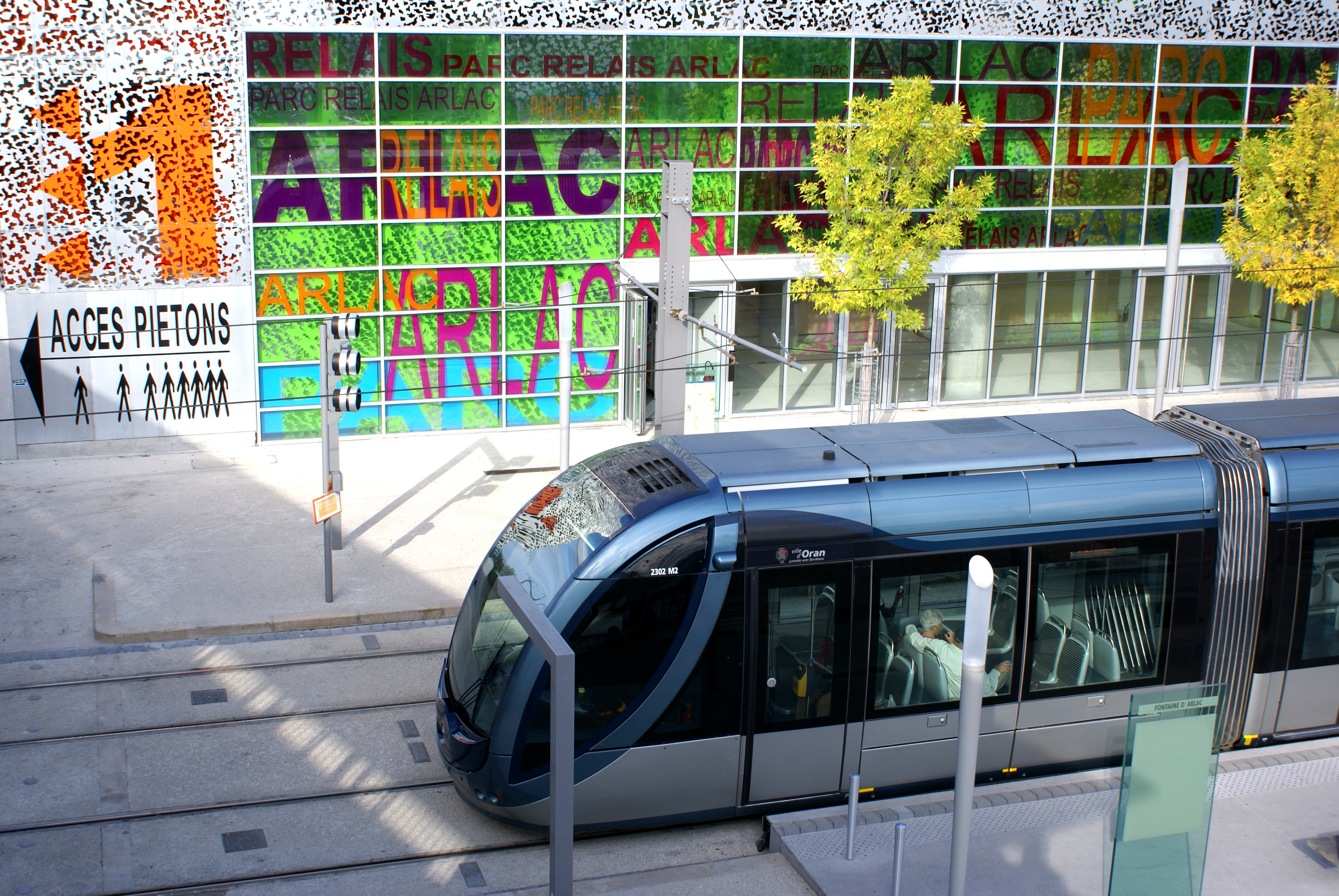
Tram di Bordeaux
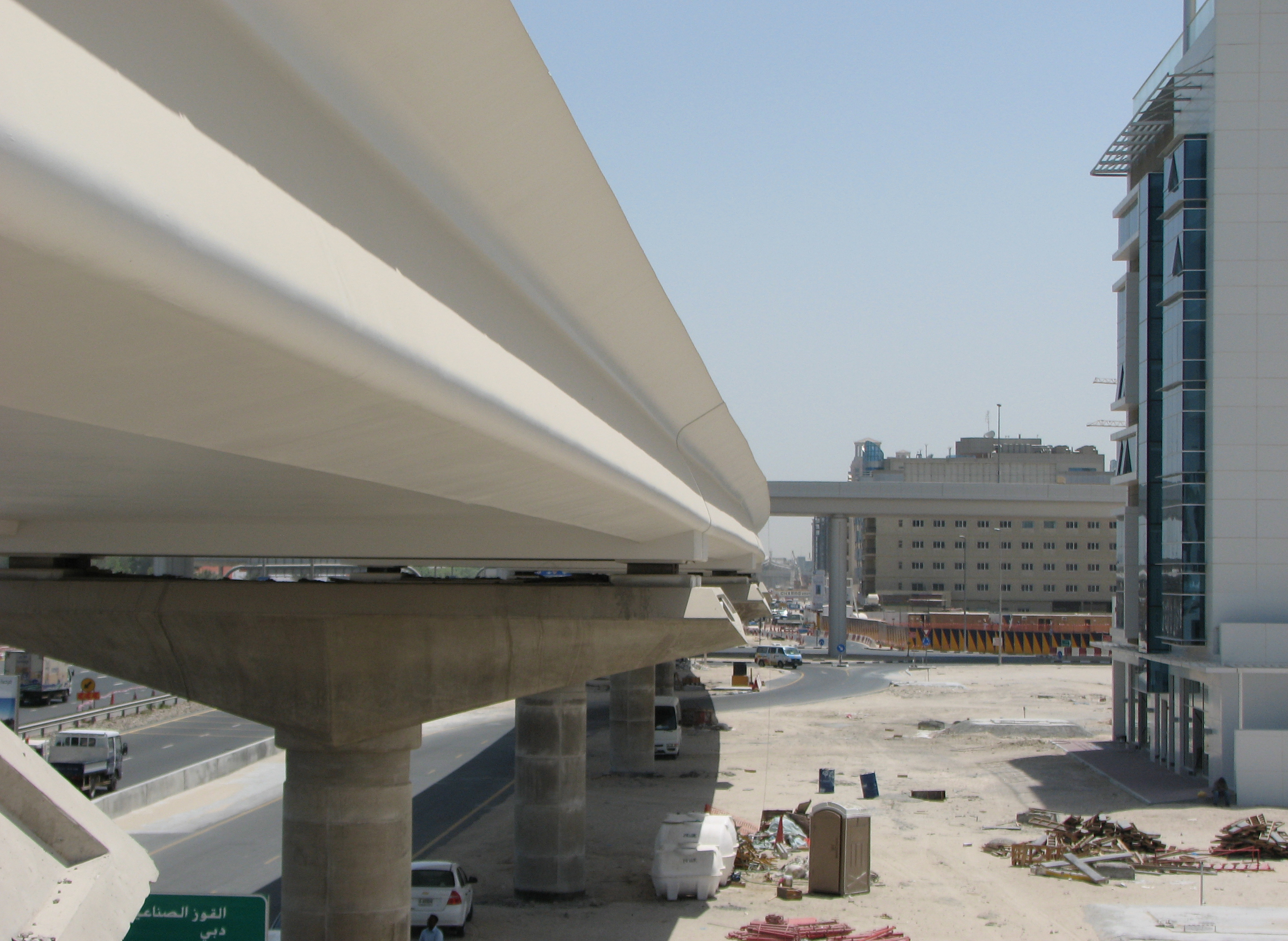
Viadotto a Dubai